# Nikolaj Buchalov
Nikolaj Petkov Buchalov (bulharsky: Николай Петков Бухалов, * 20. března 1967 Karlovo) je bývalý bulharský rychlostní kanoista. V singlovém závodě na kanadské kanoi (C1) získal tři olympijské medaile, z toho dvě byly zlaté. Obě zlata získal v Barceloně roku 1992, na pětisetmetrové a kilometrové trati. Krom toho má bronz z olympijských her v Soulu roku 1988, také z kilometrové trati. Je rovněž pětinásobným mistrem světa z individuálních závodů. V roce svého dvojnásobného olympijského triumfu byl vyhlášen bulharským sportovcem roku (v tradiční anketě deníku Naroden Sport). Je nejúspěšnějším bulharským kanoistou historie. Je čestným občanem města Plovdiv, kde strávil většinu své sportovní kariéry, v dresu klubu Trakia.